# Джон Баністер
Джон Баністер (Бейнстер) (англ. John (Banester) Banister; 1532(3) — 1599(?), Лондон) — британський хірург та лікар.

## Походження
Син Джона Бейнстера, дрібного чиновника при королівському дворі та його дружини Маргарет, дочки Річарда Лоуса з Сотрі в Гантігдоні. Мав брата Габріеля та сестру Елізабет.

## Біографія
Був лікарем Едварда VI протягом його останньої хвороби в 1553 році та листувався з імперським послом Джином Шейфом між 26 травня та 21 липня в подробицях описуючи погіршення здоров'я короля та приготування герцога Нортумберленда до наступництва. Після служби на морі він пішов як хірург у похід з графом Воріка за визволення Гавра в 1563. Коли Воріка було поранено отруєною кулею, то Бейнстер успішно вилікував його. Ймовірно протягом цієї кампанії в нього зав'язалася дружба з Вільямом Кловзом старшим. Через деякий час після цього він вивчав медицину в Оксфорді та отримав ліцензію до практики 30 червня 1573 року. Тим часом 12 лютого 1572 його було прийнято до Компанії цирульників, що дозволило йому практикувати в Лондоні. При переїзді до Лондона він змінив своє ім'я з Бейнстер на Баністер.
Малюнок в бібліотеці Університету Глазго, що зображує Баністера під час анатомічної лекції на тему внутрішніх органів в Залі цирульників на Монквелл-стріт в Лондоні. Чотири такі лекції читалося кожного року і на них запрошувалися як члени компанії так і гості. Малюнок датується 1581 роком і показує метод викладання анатомії в пізньому XVI-му столітті. В 1582-1583 роках був хірургом в морській експедиції до Китаю, де сподівався вивчати тропічні хвороби, але цьому завадила хвороба серед екіпажу й кораблі змушені були повернути навіть не вийшовши з Атлантики. Через 2 роки узяв участь в експедиції до Нідерландів.
За письмовим наказом від королеви Єлизавети Королівський лікарський коледж у 1593 році ліцензіював Баністера до практики медицини й хірургії. В листі королева відсилалась до чесності й майстерності Баністера та зазначила, що «він завжди використовував цілительське мистецтво в поєднанні з хірургічним». Мати ліцензію до медичної практики паралельно з ліцензією хірурга в той час було рідкісним явищем, бо хірурги навчалися своєму ремеслу через стажування та були підпорядковані лікарям з університетською освітою. Вважається, що лист королеви свідчить про ранні спроби зблизити хірургію та медицину в пізній Тюдорівский період та спротив цьому з боку Королівського коледжу. Дочка Баністера Сисіль вийшла заміж за хірурга Джона Ріда, що теж був проти розділення хірургії та медицини.
В останні роки жив на Сільвер-стріт в Лондоні та похований на кладовищі церкви Сейнт-Олав на Сільвер-стріт. Пам'ятник та церкву зруйновано пожежею.

## Особисте життя
Дружина Баністера — Джоан. Дочки: Катерина та Сисіль. Катерина вийшла заміж за лікаря Стівена Бредвела. Сисіль вийшла заміж за хірурга Джона Ріда

## Видавнича діяльність
Баністер був плодовитим письменником. Написав епілог до праці Вільяма Кловза з сифілісу «Коротке та корисне лікування» (A Short and Profitable Treatise) вперше опублікованої в 1579 році. Його зібрані праці були опубліковані в 1633. Книги Баністера містили небагато оригінального та нового матеріалу й цінувалися менше за праці Вільяма Кловза, який мав більш практичний підхід.
Був адвокатом хімічної терапії та вважав себе союзником парацельсіанців.